# SNOOP
SNOOP （スヌープ）は、日本の男女音楽ユニットである。
「ウィスパーでアコースティック。でも癒さない。」をテーマに楽曲制作・ライブ活動を行なっている。
神戸チキンジョージ、心斎橋CLUB QUATTROを中心に活動していた関西出身の二人組で、第一回MINAMI WHEELにも招聘されている。現在は活動の拠点を関東に移している。

## メンバー
- jets（ギター・打ち込み・作曲）
- MiKiCO（ボカル・作詞）

## 元メンバー
- 金澤ダイスケ（現フジファブリック ・キーボード、コーラス）

## 歴代サポートメンバー
- かわ島崇文（スムーズ・ジャズ系サクソフォーン奏者）
- 佐藤真也（ジャズ・ピアニスト）
- spicy-marico（ズクナシ：ベーシスト）

## ディスコグラフィー

### オリジナルCD
- fearless whisper

1. T4J
2. 妄想 Have Fun
3. 我 愛 你
4. Planet

### コンピレーションCD
- mF247 HIPHOP/R&B: "Drop Your Message!" 1曲目 "愛の所以"
- mF247 GIRLS POP: "FRIDAY UNDIES" 1曲目 "愛の所以"
  - 以上mF247 コンピレーション
- asiaP: "Night & Go" 2曲参加、5曲目 "愛の所以"、6曲目 "あの日、夕焼けの下で"
  - 以上club asia P 5周年記念アルバム

### 楽曲提供
- 中島愛 オリジナルマキシシングル "天使になりたい"、4曲目 "(仮) ダジャレのお歌"
  - （SNOOPの楽曲ハピライのカヴァー）。SNOOPのオリジナル楽曲「ハピライ」を楽曲提供。